# Pernåmästaren

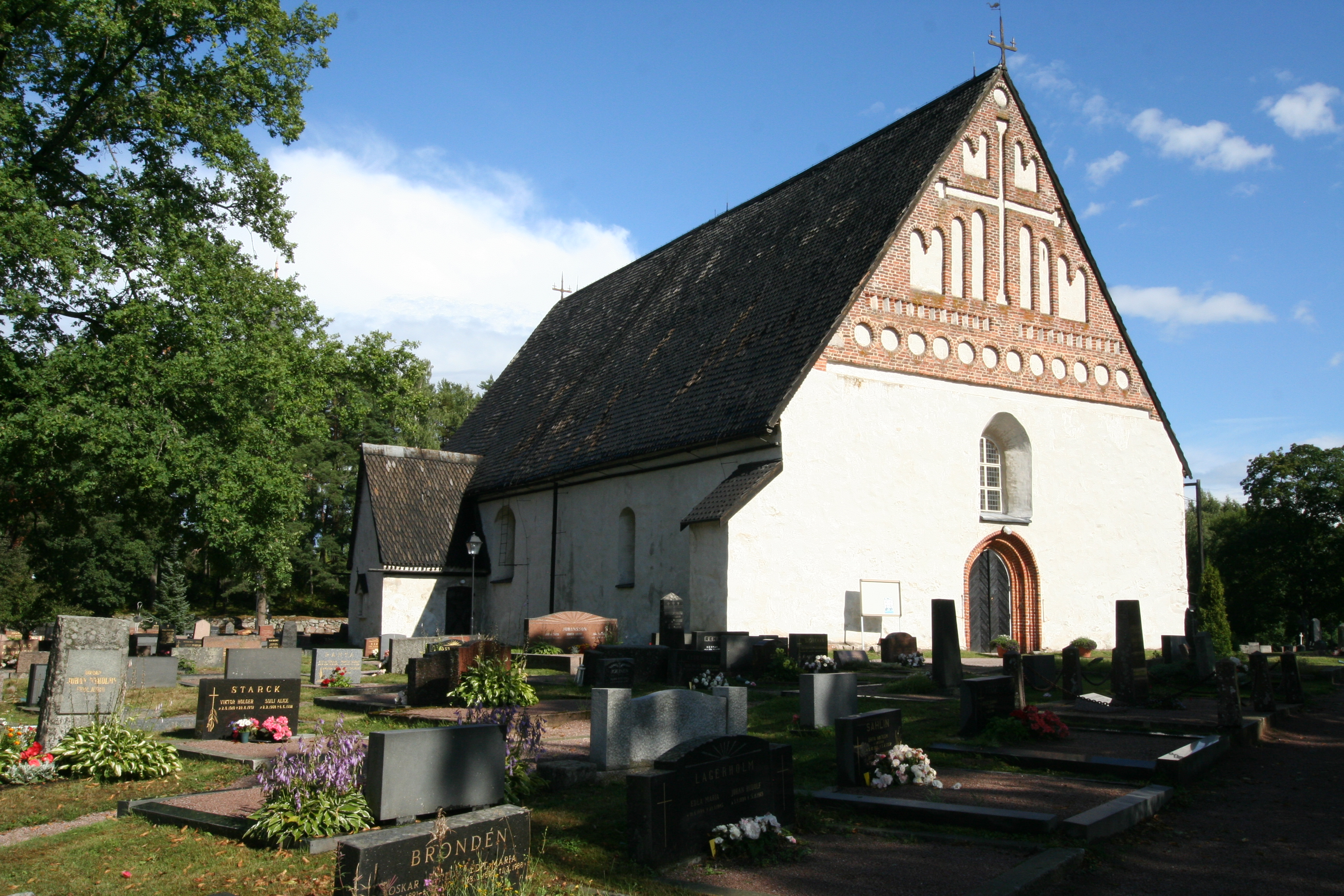
Pernå kyrka är Pernåmästarens första arbete i Finland

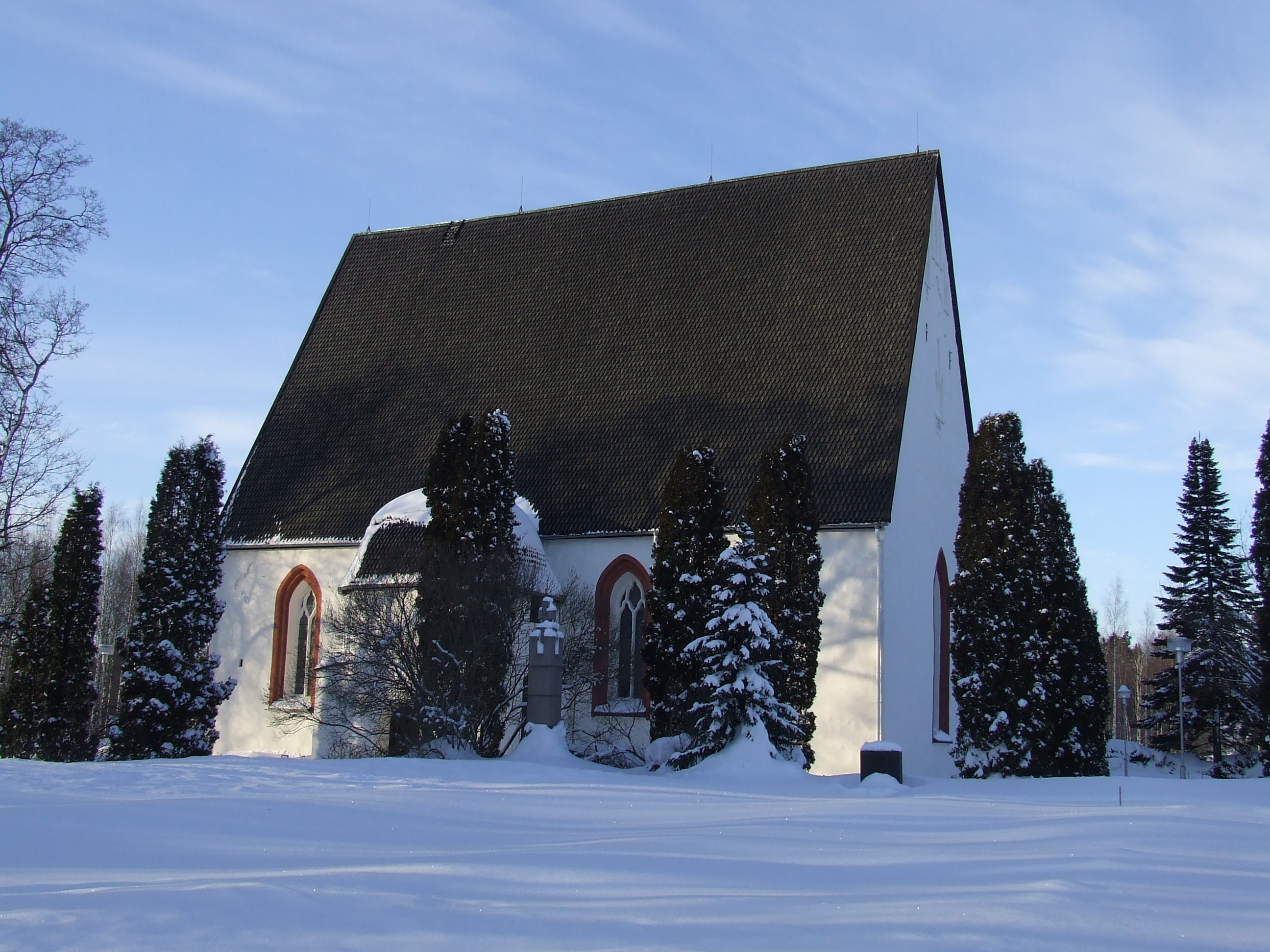
Pyttis kyrka har planerats av Pernåmästaren. Också gaveldekorationerna är kalkade.

Pernåmästaren är en kyrkobyggmästare troligen av tyskt ursprung. Han har satt starka spår i finländska kyrkobyggnader. Han har byggt Borgå domkyrka, Pernå kyrka, Sibbo gamla kyrka och Helsinge kyrka i Nyland och Pyttis kyrka samt Mariakyrkan, Fredrikshamn i Kymmenedalen, som senare har fått ett helt nytt formspråk.
Mästaren verkade från 1430-talet till 1460-talet. Sin första kyrka, den i Pernå, byggde han enligt en plan han utarbetat för kyrkor i Åbo ärkestift. Han bearbetade planen så att den passade de olika kyrkorna i Östra Nyland. Därför uppvisar kyrkorna stora likheter.
Det är möjligt att pernåmästaren också medverkat vid andra byggen i Östra Nyland och i Kymmenedalen. Åtminstone kyrkan i Tövsala har i korvalvet liknande 28 travéer som också andra av hans kyrkor.